# 예천 폐비윤씨 태실
예천 폐비윤씨 태실(醴泉 廢妃尹氏 胎室)은 대한민국 경상북도 예천군 용문면 내지리에 있는, 1478년(성종 9)에 조성된 성종의 비(妃)이자 연산군의 생모(生母)인 폐비윤씨의 태실이다. 2016년 4월 28일 경상북도의 기념물 제174호로 지정되었다.

## 지정사유
이 태실은 1478년(성종 9)에 조성된 성종의 비(妃)이자 연산군의 생모(生母)인 폐비윤씨의 태실이다. 윤씨가 왕비가 된 지 2년이 흐른 시점에 가봉(可封)되었다.
태실은 용문사 경내에서 오른쪽 편으로 300m 정도 떨어진 산 중턱에 마련되어 있다. 1930년대에 발굴 조사된 후, 경기도 서삼릉으로 이장되었고 현재 태항아리의 외호는 국립중앙박물관에, 태항아리의 내호와 지석 등은 국립고궁박물관에 보관되어 있다. 태실지에는 거북모양의 기단 위에 비신이 놓인 형태의 가봉태실비가 남아 있는 상태이다.
이 태실은 우리나라 현존 세 곳의 왕비 태실 가운데 하나에 속하며, 가봉태실비가 남아있는 유일한 사례이다. 조선 왕실문화의 일면을 이해하는 데 중요한 자료라고 판단되므로 기념물(記念物)로 지정한다.

## 같이 보기
- 폐비 윤씨

## 참고 자료
- 예천 폐비윤씨 태실 - 국가유산청 국가유산포털